# Pasirdoton
Pasirdoton is een bestuurslaag in het regentschap Sukabumi van de provincie West-Java, Indonesië. Pasirdoton telt 4920 inwoners (volkstelling 2010).